# Bernard Rudofsky

Disegni della Villa a Positano con Luigi Cosenza

Bernard Rudofsky (Suchdol nad Odrou, 19 aprile 1905 – New York, 12 marzo 1988) è stato un architetto, disegnatore, insegnante, storico, collezionista e scrittore austriaco naturalizzato statunitense.

## Biografia
Nato a Suchdol nad Odrou, in Moravia, ex territorio dell'Impero austro-ungarico. Tra il 1918 e il 1922 frequentò la Scuola Media Reale e dal 1922 al 1928 presso l'Università tecnica di Vienna studiò architettura e ingegneria civile. Negli anni universitari visitò la mostra del Bauhaus a Weimar nel 1923, la Bulgaria, la Turchia, la Francia, l'Italia e la Svizzera. Nel 1928, dopo un viaggio in Svezia, lavorò presso lo studio di Rudolf Otto Salvisberg a Berlino e nel 1929 fece nuovi viaggi in Bulgaria e Turchia, e visitò la Grecia, ove rimase per due mesi a Santorini; il successivo viaggio lo compì in Jugoslavia. Dal 1930 al 1932 lavorò presso lo studio degli architetti Siegfried Theiss e Hans Jaksch. Nel 1932 si trasferì a Capri, iniziando una collaborazione con l'architetto e ingegnere Luigi Cosenza e dopo tre anni si trasferì a Procida. Insieme a Cosenza progettò uno dei simboli del razionalismo mediterraneo, Villa Oro, frutto di esperienze legate dai due progettisti verso i modelli dell'architettura spontanea del bacino del Mediterraneo. Con Cosenza elaborò i progetti per una villa a Positano, mentre un personale progetto studiò l'idealizzazione di una casa a corte a Procida: entrambi i casi non realizzati. Nel 1936 collaborò per due mesi con Gabor a Pittsburgh, dopo un anno avviò una collaborazione anche con l'italiano Gio Ponti. Nel 1938 fu a Rio de Janeiro e successivamente a San Paolo, dove, stabilitosi provvisoriamente, progettò due ville tra il 1939 e il 1941.
Dal 1941 si trasferì negli Stati Uniti. Nel 1943 divenne editore e direttore artistico della rivista Pencil Points e dopo tre anni editore della sezione Arte e Architettura della rivista Interiors, assumendone poi la direzione. Nel 1948 divenne cittadino statunitense. Dagli anni quaranta si dedicò alla moda. Insieme alla moglie Berta costituì una casa di moda specializzata in sandali femminili, la Bernardo Sandals. Rudofsky concepì, attraverso la rivoluzione del sandalo, un nuovo modo di vedere la moda delle calzature dal secondo dopoguerra. Disegnava circa quattro modelli all'anno e le scarpe, prodotte in Italia, furono richieste da molte personalità di rilievo: tra queste anche Jacqueline Kennedy. Dal 1950 al 1960 fu professore presso l'Università di Waseda a Tokio e nel 1955 visitò il Giappone. Nel 1957 fu architetto capo e ideatore della U.S. Government Exhibits e dal 1960 fino al 1965 consulente del Museum of Modern Art di New York. Nel 1969 disegnò una villa in Andalusia e nel 1975 fu visiting professor presso l'Accademia Reale di Belle Arti di Copenaghen. Tra il 1979 e il 1981 fu impegnato presso il Cooper–Hewitt, National Design Museum di New York. Nel 1985 visitò l'India. Morì nel 1988.

## Pubblicazioni di Rudofsky
- Are Clothes Modern? (1947)
- Behind the Picture Window (1955)
- Japan: Book Design Yesterday (1962)
- Architecture Without Architects: A Short Introduction to Non-pedigreed Architecture (1964); trad. it. Architettura senza architetti, Napoli, Editoriale scientifica, 1977
- The Kimono Mind: An Informal Guide to Japan and the Japanese (Charles E. Tuttle, 1965)
- Streets for People: A Primer for Americans (1969)
- The Unfashionable Human Body (1971)
- The Prodigious Builders: Notes Toward a Natural History of Architecture with Special Regard to those Species that are Traditionally Neglected or Downright Ignored (Harcourt Brace Janovich, New York and London, 1977); trad. it. Le meraviglie dell'architettura spontanea. Note per una storia naturale dell'architettura con speciale riferimento a quelle specie che vengono tradizionalmente neglette o del tutto ignorate, Roma-Bari, Editori Laterza, 1979
- Now I Lay Me Down to Eat: Notes and Footnotes on the Lost Art of Living (1980)

## Pubblicazioni su Rudofsky
- Bernard Rudofsky: A Humane Designer (2003), Guarneri, Andrea Bocco, Springer-Verlag, Vienna, ISBN 3-211-83719-1
- Lessons from Bernard Rudofsky: Life As A Voyage (2007), edited by Platzer, Monika, Birkhauser Verlag AG, Basilea, Svizzera, ISBN 978-3-7643-8360-2
- Bernard Rudofsky architetto (2016), Rossi, Ugo, Clean Edizioni, Napoli, ISBN 978-88-8497-525-6